# Morton Stevens
Morton Stevens, gebürtig Morton Aaron Suckno (* 30. Januar 1929 in Newark, New Jersey; † 11. November 1991 in Encino, Kalifornien) war ein US-amerikanischer Komponist.

## Biografie
Morton Stevens schloss 1950 sein Studium der Komposition an der Juilliard School ab. Als Arrangeur und Dirigent von Sammy Davis junior schaffte Stevens seinen Eintritt Anfang der 1950er Jahre im Showgeschäft. Später arbeitete er in gleicher Funktion mit Jerry Lewis, Frank Sinatra, Dean Martin und Liza Minnelli. Ab Anfang der 1960er Jahre debütierte Stevens als Filmkomponist für mehrere Fernsehserien und dem Western Die rauhen Reiter von Texas. Größere nationale wie internationale Bekanntheit erlangte Stevens mit seiner Titelmusik für die Fernsehserie Hawaii Fünf-Null. Neben der Titelmusik komponierte er auch für 57 Folgen und gewann 1970 und 1974 seine einzigen beiden Emmy Awards, bei insgesamt über zehn Nominierungen.
Am 11. November 1991 verstarb Stevens im Alter von 62 Jahren an den Folgen eines Pankreastumors. Er wurde von seiner Frau und den beiden gemeinsamen Kindern überlebt.

## Filmografie (Auswahl)

### Film
- 1963: Die rauhen Reiter von Texas (The Raiders)
- 1964: Monsieur Cognac (Wild and Wonderful)
- 1972: Um drei Uhr geht die Bombe hoch (Visions…)
- 1976: Time Travelers
- 1978: Das Recht bin ich (The One Man Jury)
- 1980: Alles in Handarbeit (Hardly Working)
- 1980: Von Gangstern gejagt (Fugitive Family)
- 1981: Das Millionengesicht (The Million Dollar Face)
- 1981: Masada
- 1982: Im Netz der Angst (Memories Never Die)
- 1982: Slapstick (Slapstick (Of Another Kind))
- 1983: Immer auf die Kleinen (Smorgasbord)
- 1983: Wyatt Earp (I Married Wyatt Earp)
- 1985: Alice im Wunderland (Alice in Wonderland, Fernsehfilm)
- 1986: Schrei nach Gerechtigkeit (Outrage!)
- 1987: Alle nennen mich Bruce (They Still Call Me Bruce)
- 1988: Die Geschichte der Ann Jillian (The Ann Jillian Story)

### Serien
Komposition
- 1961–1962: Thriller (24 Folgen)
- 1962–1963: The Wide Country (24 Folgen)
- 1962–1963: Wagon Train (4 Folgen)
- 1963–1965: Dr. Kildare (6 Folgen)
- 1964–1965: Solo für O.N.C.E.L. (The Man from U.N.C.L.E., 13 Folgen)
- 1965–1967: Rauchende Colts (Gunsmoke, 9 Folgen)
- 1968–1980: Hawaii Fünf-Null (Hawaii Five-O, 57 Folgen)
- 1974–1977: Make-up und Pistolen (Police Woman, 9 Folgen)
- 1986–1987: Matlock (8 Folgen)

Titelmusik
- 1961–1962: Polizeirevier 87 (87th Precinct)
- 1968–1980: Hawaii Fünf-Null (Hawaii Five-O)
- 1970–1971: Das Wort hat die Verteidigung (Storefront Lawyers)
- 1974–1975: Apple’s Way
- 1974–1977: Make-up und Pistolen (Police Woman)
- 1981–1982: Code Red